# Hoplites

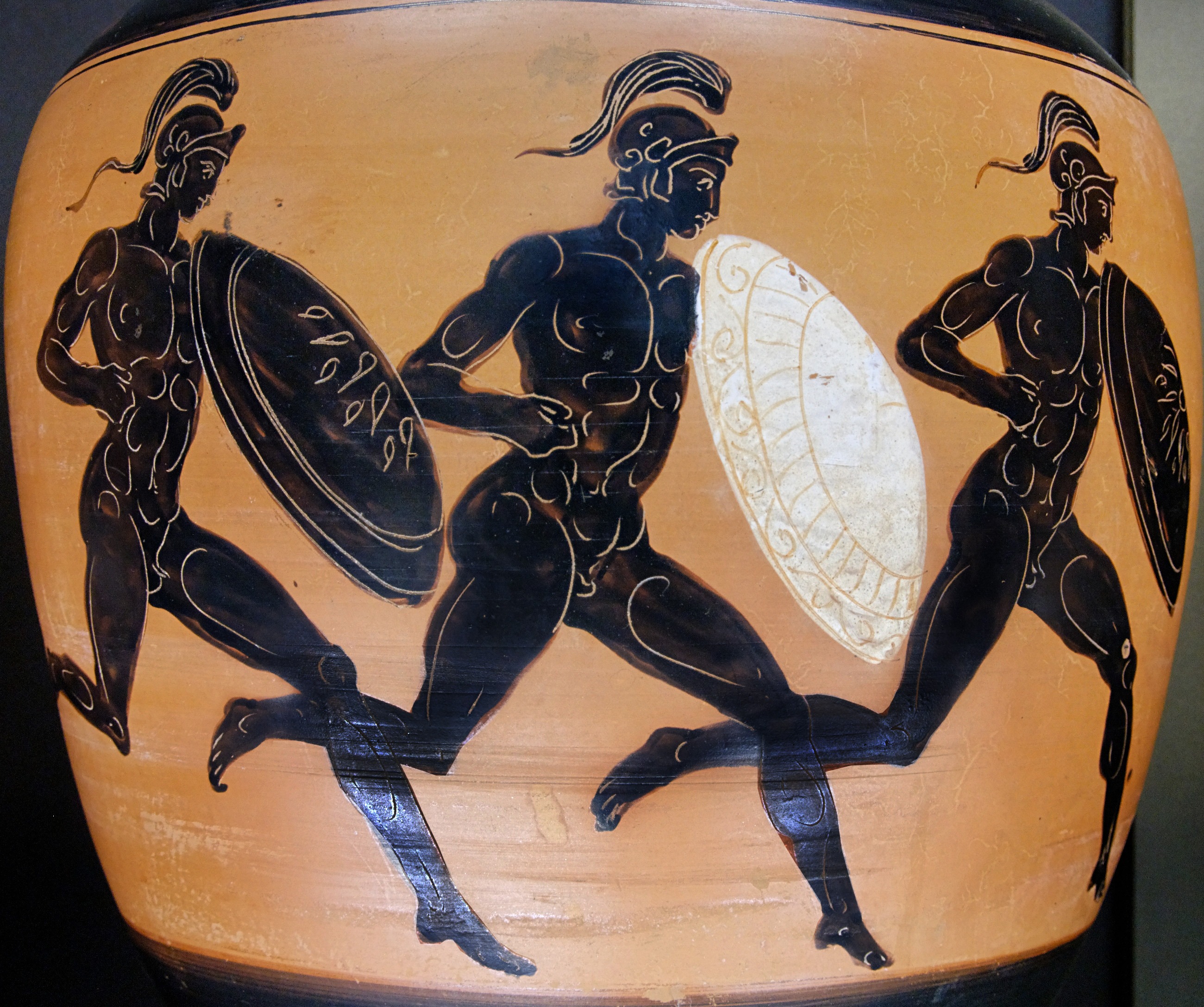
Hoplitodromos, strona B amfory panatenajskiej, styl czarnofigurowy, ok. 333–332 p.n.e., Luwr

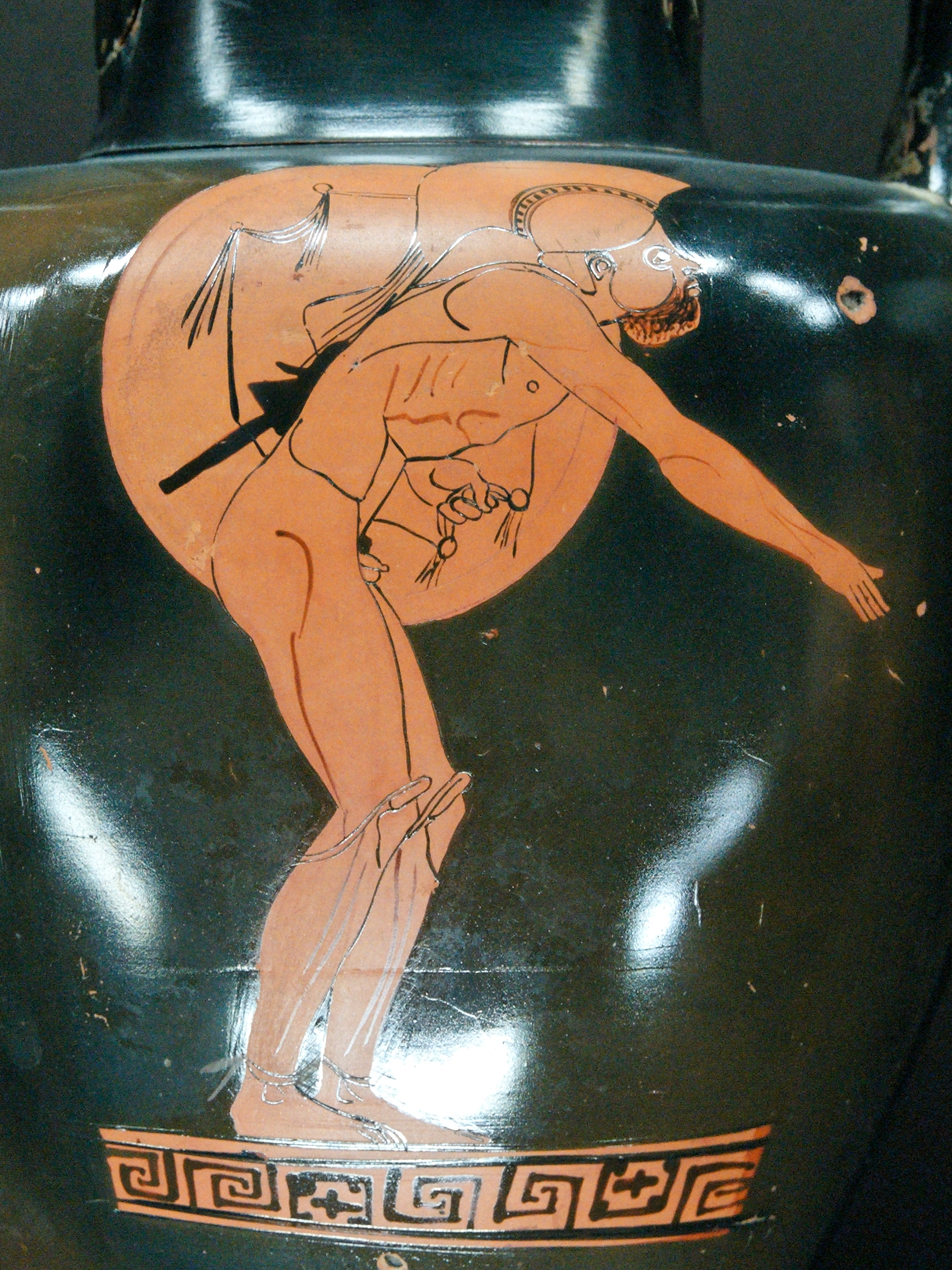
Hoplitodromos, strona A amfory, styl czerwonofigurowy, Malarz Berliński, ok. 480–470 p.n.e., Luwr

Hoplitodromos także Hoplites (gr. ὁπλιτοδρόμος) – bieg w zbroi na dystansie dwóch stadionów, jedna z konkurencji olimpijskich w starożytnej Grecji. Po raz pierwszy wprowadzony do programu LXV igrzysk olimpijskich w 520 p.n.e.

## Opis
Jeden z czterech biegów rozgrywanych w starożytnej Grecji – obok „biegu tam i z powrotem” – diaulos, biegu długodystansowego dolichos i sprintu – stadion. Hoplitodromos był rozgrywany na dystansie dwóch stadionow, jako ostatni z wszystkich biegów i konkurencji.
Długość biegu była zależna od lokalizacji stadionu na którym się odbywał – stadion był równy 600 stopom, ale długość stopy była różna w różnych regionach Grecji: 
- Olimpia (stadion 192,27 m[4]) – ok. 384,54 m
- Igrzyska pytyjskie w Delfach (stadion ok. 177,5 m[4]) – ok. 355,1 m
- Epidauros (stadion 181,3 m[4]) – ok. 362,6 m

Zawodnicy biegali w uzbrojeniu hoplity: w hełmie, w nagolennikach i z tarczą (sgr. ὅπλον, pol. hoplon). Później zrezygnowano z nagolenników. Tarcze były najprawdopodobniej tej samej wagi i wielkości, i przechowywano je na terenie Olimpii.

## Historia
Bieg w uzbrojeniu po raz pierwszy włączono do programu LXV Igrzysk w 520 r. p.n.e.

### Lista zwycięzców
Poniższa lista została stworzona na podstawie informacji w banku danych igrzysk olimpijskich Fundacji Świata Helleńskiego (gr. Ίδρυµα Μείζονος Ελληνισµού, (ΙΜΕ), ang. Foundation of the Hellenic World, (FHW)):
| Igrzyska | Rok        | Zwycięzca                 | Miejsce pochodzenia   |
| -------- | ---------- | ------------------------- | --------------------- |
| 65.      | 520 p.n.e. | Damaretos (lub Demaretos) | Heraja                |
| 66.      | 516 p.n.e. | Damaretos                 | Heraja                |
| 67.      | 512 p.n.e. | Fanas                     | Pellene               |
| 68.      | 508 p.n.e. | Frikias                   | Pelinna               |
| 69.      | 504 p.n.e. | Frikias                   | Pelinna               |
| 74.      | 484 p.n.e. | Mnaseas                   | Kyrene                |
| 75.      | 480 p.n.e. | Astylos                   | Syrakuzy              |
| 76.      | 476 p.n.e. | Zopyros                   | Syrakuzy              |
| 77.      | 472 p.n.e. | [...]gias                 | Epidamnos             |
| 78.      | 468 p.n.e. | [...]los                  | Ateny                 |
| 82.      | 452 p.n.e. | Lykos                     | Tessalia              |
| 83.      | 448 p.n.e. | Lykinos                   | Sparta                |
| 109.     | 344 p.n.e. | Kallikrates               | Magnezja nad Meandrem |
| 110.     | 340 p.n.e. | Kallikrates               | Magnezja nad Meandrem |
| 120.     | 300 p.n.e. | nieznany                  | Magnezja nad Meandrem |
| 121.     | 296 p.n.e. | nieznany                  | Magnezja nad Meandrem |
| 122.     | 292 p.n.e. | Eperastos                 | Elida                 |
| 154.     | 164 p.n.e. | Leonidas                  | Rodos                 |
| 155.     | 160 p.n.e. | Leonidas                  | Rodos                 |
| 156.     | 156 p.n.e. | Leonidas                  | Rodos                 |
| 157.     | 152 p.n.e. | Leonidas                  | Rodos                 |
| 170.     | 100 p.n.e. | Nikokles                  | Akriaj                |
| 177.     | 72 p.n.e.  | Hekatomnos                | Milet                 |
| 215.     | 81 n.e.    | Hermogenes                | Ksantos               |
| 216.     | 85 n.e.    | Hermogenes                | Ksantos               |
| 217.     | 89 n.e.    | Hermogenes                | Ksantos               |
| 235.     | 161 n.e.   | Mnasibulos                | Elateja               |
| 240.     | 181 n.e.   | K[...]ktabenos            | Efez                  |
| 241.     | 185 n.e.   | K[...]ktabenos            | Efez                  |